# Calamus arctifrons
Calamus arctifrons es una especie de peces de la familia Sparidae en el orden de los Perciformes.

## Morfología
• Los machos pueden llegar alcanzar los 25 cm de longitud total.

## Distribución geográfica
Se encuentra en las  costas centrales del  Atlántico occidental (desde el sur de Florida hasta Luisiana. También en el este de  Golfo de México ).